# Иноуэ, Тосики
Тосики Иноуэ (яп. 井上 敏樹 Иноуэ Тосики) — японский сценарист из префектуры Сайтама. Известен своей работой над аниме, токусацу драмами и фильмами. Он сын Масару Игами, который сам был сценаристом сериалов токусацу. Он также является автором манги и написал как Mebius Gear, так и Sword Gai.

## Биография
Тосики Иноуэ родился в семье Масару Игами, сценариста, известного своими работами в таких сериалах, как Kamen Rider и Akakage. Рассказ, написанный Иноуэ, когда он учился в университете Сэйкэй и посещал кружок исследования литературы, попался на глаза продюсеру Toei Animation Ситидзё Кэйдзо, что привело к получению Тосики дебютной должности сценариста 24 серии аниме Dr. Slump (1981), «Большие перемены Арале!». С тех пор он был главным сценаристом анимационных работ, таких как «Ангел галактики», «Киба» и «Тетрадь смерти».
Как и его отец, Иноуэ также много работал в жанре токусацу. В 1991 году он был главным сценаристом сериала Chōjin Sentai Jetman, это часть популярной франшизы Super Sentai. В 1996 году он был главным сценаристом Choukou Senshi Changéríon, написал большую часть серий — 39 шт. Он также много писал для франшизы Kamen Rider, написав почти каждый эпизод для Kamen Rider Agito, Kamen Rider 555 и Kamen Rider Kiva. Во время смены персонала сериала Kamen Rider Hibiki Иноуэ был назначен главным сценаристом, начиная с 30 эпизода, также написал сценарий фильма по этому сериалу, Kamen Rider Hibiki & The Seven Senki. Иноуэ также отвечает за большинство фильмов о Наезднике в Маске в 2000-х годах, включая два оригинальных фильма, которые были пересказом оригинальной серии. В 2013 году Иноуэ был назначен главным сценаристом Shougeki Gouraigan, созданного коллегой-ветераном токусацу Кэйтой Амэмией.

## Фильмография
Сериалы, в съёмочной группе который Иноуэ был главным сценаристом, выделены жирным шрифтом.

### Телевизионные аниме сериалы
- Dr. Slump & Arale-chan (1981—1982)
- Mirai Keisatsu Urashiman (1983)
- Okawari-Boy Starzan S (1984)
- «Кулак Полярной звезды» (1984)
- Urusei Yatsura (1984—1986)
- Dirty Pair (1985)
- Doteraman (1986)
- Dragon Ball (1986—1989)
- City Hunter (1987)
- Kamen no Ninja Akakage (1987—1988)
- City Hunter 2 (1988)
- Mashin Hero Wataru (1988)
- Ранма ½ (1989): главный сценарист (серии 8-18)
- Ranma ½ Nettohen (1989)
- Jushin Liger (1989)
- Legend of Heavenly Sphere Shurato (1989)
- «Жемчуг дракона Z» (1989—1990)
- Yawara! A Fashionable Judo Girl (1989—1992)
- Obatarian (1990)
- The Brave Express Might Gaine (1993)
- Wild Knights Gulkeeva (1995)
- Detective Conan (1996)
- Ijiwaru Baa-san (1996)
- Grander Musashi (1997)
- Super Express Hikarian (1997)
- The File of Young Kindaichi (1997)
- Bomberman B-Daman Bakugaiden (1998)
- Master Keaton (1998)
- Yu-Gi-Oh! The Shadow Games (1998)
- Galaxy Angel (2001)
- Galaxy Angel Z (2002)
- Panyo Panyo Di Gi Charat (2002)
- Ultra Radiant Express Hikarian (2002)
- Dragon Drive (2002)
- Galaxy Angel A (2002)
- Galaxy Angel AA (2003)
- «Стальной алхимик» (2003)
- «Манускрипт ниндзя: новая глава» (2003)
- Galaxy Angel S (2003)
- Papuwa (2003—2004)
- «На земле и на небесах» (2004)
- Galaxy Angel X (2004)
- Legend of DUO (2004—2005)
- Gaiking: Legend of Daiku-Maryu (2005)
- Kiba (2006)
- «Клинок ведьм» (2006)
- Sumomomo Momomo (2006—2007)
- «Тетрадь смерти» (2006—2007)
- «Демон против демонов» (2007)
- Happy Lucky Bikkuriman (2007)
- MapleStory (2007—2008)
- Chaos;Head (2008)[4]
- Kamen no Maid Guy (2008)
- Dragon Ball Z Kai (2009)
- «Железный человек» (2010)
- Ushio to Tora (2015—2016)[5]
- Garo: Crimson Moon (2015—2016)[6]
- Active Raid (2016)
- Sword Gai: The Animation (2018)[7]
- Karakuri Circus (2018—2019)[8]

### Сериалы в жанре токусацу
- Dokincho! Nemurin (1985)
- Choushinsei Flashman (1986)
- Hikari Sentai Maskman (1987)
- Choujuu Sentai Liveman (1988)
- Kousoku Sentai Turboranger (1989)
- Chikyu Sentai Fiveman (1990)
- Choujin Sentai Jetman (1991—1992)
- Kyōryū Sentai Zyuranger (1992)
- Gosei Sentai Dairanger (1993)
- Chōriki Sentai Ohranger (1995)
- Choukou Senshi Changéríon (1996)
- Kamen Rider Kuuga (2000)
- Mirai Sentai Timeranger (2000)
- Tekkōki Mikazuki (2000—2001)
- Kamen Rider Agito (2001—2002)
- Kamen Rider Ryuki (2002)
- Steel Angel Kurumi Pure (2002)
- Kamen Rider 555 (2003—2004)
- Kamen Rider Blade (2004)
- Kamen Rider Hibiki (2005—2006): главный сценарист (серии 30-48)
- Kamen Rider Kabuto (2006)
- Cutie Honey: The Live (2007—2008)
- Kamen Rider Kiva (2008—2009)
- Kamen Rider Decade (2009)
- Garo: Makai Senki (2011)
- Kaizoku Sentai Gokaiger (2011)
- Shougeki Gouraigan (2013)
- Kamen Rider Zi-O (2019)
  - Rider Time: Kamen Rider Ryuki (2019)
  - Rider Time: Kamen Rider Decade vs Kamen Rider Zi-O (2021)
- Avataro Sentai Donbrothers (2022)[9]

### Анимационные фильмы
- Dr. Slump and Arale-chan: Hello! Wonder Island (1981)
- Dr. Slump: «Hoyoyo!» Space Adventure (1982)
- Dr. Slump and Arale-chan: Hoyoyo, Great Round-the-World Race (1983)
- Urusei Yatsura 4: Lum the Forever (1986)
- Dragon Ball: Curse of the Blood Rubies (1986)
- Yawara! Soreyuke Koshinuke Kizzu!! (1989)

### OVA
- Dark Cat (1991)
- Kamen Rider SD: Strange!? Kumo Otoko (1993)

### Художественные фильмы
- Minna Agechau (1985)
- Mechanical Violator Hakaider (1995)
- Kamen Rider Agito: Project G4 (2001)
- Kamen Rider Ryuki: Episode Final (2002)
- Kamen Rider 555: Paradise Lost (2003)
- Kamen Rider Blade: Missing Ace (2004)
- Kamen Rider Hibiki & The Seven Senki (2005)
- Kamen Rider The First (2005)
- Kamen Rider The Next (2007)
- Kamen Rider Kiva: King of the Castle in the Demon World (2008)
- Kamen Rider × Kamen Rider OOO & W Featuring Skull: Movie War Core (2010)
  - Kamen Rider OOO: Nobunaga’s Desire
- Kamen Rider 1 (2016)
- Avataro Sentai Donbrothers vs. Zenkaiger (2023)